# Uti Hiata Mons
L'Uti Hiata Mons è una struttura geologica della superficie di Venere.